# Pattaya Women's Open
Pattaya Women's Open var en tennisturnering som spelades i Pattaya, Thailand. Turneringen spelades mellan 1991 och 2015. Den ingick i kategorin International på WTA-touren och spelades utomhus på hardcourt. 

## Resultat

### Singel
| År   | Mästare                | Finalist                 | Resultat            |
| ---- | ---------------------- | ------------------------ | ------------------- |
| 1991 | Yayuk Basuki           | Naoko Sawamatsu          | 6–2, 6–2            |
| 1992 | Sabine Appelmans       | Andrea Strnadová         | 7–5, 3–6, 7–5       |
| 1993 | Yayuk Basuki           | Marianne Werdel Witmeyer | 6–3, 6–1            |
| 1994 | Sabine Appelmans       | Patty Fendick            | 6–7(5), 7–6(5), 6–2 |
| 1995 | Barbara Paulus         | Yi Jinng-Qian            | 6–4, 6–3            |
| 1996 | Ruxandra Dragomir      | Tamarine Tanasugarn      | 4–6, 7–5, uppg.     |
| 1997 | Henrieta Nagyová       | Dominique van Roost      | 7–5, 6–7(6), 7–5    |
| 1998 | Julie Halard-Decugis   | Li Fang                  | 6–1, 6–2            |
| 1999 | Magdalena Maleeva      | Anne Kremer              | 4–6, 6–1, 6–2       |
| 2000 | Anne Kremer            | Tatiana Panova           | 6–1, 6–4            |
| 2001 | Patty Schnyder         | Henrieta Nagyová         | 6–0, 6–4            |
| 2002 | Angelique Widjaja      | Cho Yoon-jeong           | 6–2, 6–4            |
| 2003 | Henrieta Nagyová       | Ľubomíra Kurhajcová      | 6–4, 6–2            |
| 2005 | Conchita Martínez      | Anna-Lena Grönefeld      | 6–3, 3–6, 6–3       |
| 2006 | Shahar Pe'er           | Jelena Kostanić Tošić    | 6–3, 6–1            |
| 2007 | Sybille Bammer         | Gisela Dulko             | 7–5, 3–6, 7–5       |
| 2008 | Agnieszka Radwańska    | Jill Craybas             | 6–2, 1–6, 7–6(4)    |
| 2009 | Vera Zvonareva         | Sania Mirza              | 7–5, 6–1            |
| 2010 | Vera Zvonareva (2)     | Tamarine Tanasugarn      | 6–4, 6–4            |
| 2011 | Daniela Hantuchová     | Sara Errani              | 6–0, 6–2            |
| 2012 | Daniela Hantuchová (2) | Maria Kirilenko          | 6–7(4–7), 6–3, 6–3  |
| 2013 | Maria Kirilenko        | Sabine Lisicki           | 5–7, 6–1, 7–6(7–1)  |
| 2014 | Ekaterina Makarova     | Karolína Plíšková        | 6–3, 7–6(9–7)       |
| 2015 | Daniela Hantuchová (3) | Ajla Tomljanović         | 3–6, 6–3, 6–4       |

### Dubbel
| År   | Mästare                                 | Finalister                              | Resultat              |
| ---- | --------------------------------------- | --------------------------------------- | --------------------- |
| 1991 | Nana Miyagi Suzanna Wibowo              | Rika Hiraki Akemi Nishiya               | 6–1, 6–4              |
| 1992 | Isabelle Demongeot Natalia Medvedeva    | Pascale Paradis-Mangon Sandrine Testud  | 6–1, 6–1              |
| 1993 | Cammy MacGregor Catherine Suire         | Patty Fendick Meredith McGrath          | 6–3, 7–6(7–3)         |
| 1994 | Patty Fendick Meredith McGrath          | Yayuk Basuki Nana Miyagi                | 7–6(7–0), 3–6, 6–3    |
| 1995 | Jill Hetherington Kristine Kunce        | Kristin Godridge Nana Miyagi            | 2–6, 6–4, 6–3         |
| 1996 | Miho Saeki Yuka Yoshida                 | Tina Križan Nana Miyagi                 | 6-2, 6-3              |
| 1997 | Kristine Kunce (2) Corina Morariu       | Florencia Labat Dominique van Roost     | 6–3, 6–4              |
| 1998 | Julie Halard-Decugis Els Callens        | Rika Hiraki Aleksandra Olsza            | 3–6, 6–2, 6–2         |
| 1999 | Åsa Svensson Émilie Loit                | Evgenia Koulikovskaya Patricia Wartusch | 6–1, 6–4              |
| 2000 | Yayuk Basuki Caroline Vis               | Tina Križan Katarina Srebotnik          | 6–3, 6–3              |
| 2001 | Åsa Svensson (2) Iroda Tulyaganova      | Liezel Huber Wynne Prakusya             | 4–6, 6–3, 6–3         |
| 2002 | Kelly Liggan Renata Voráčová            | Lina Krasnoroutskaya Tatiana Panova     | 7–5, 7–6(9–7)         |
| 2003 | Li Ting Sun Tiantian                    | Wynne Prakusya Angelique Widjaja        | 6–4, 6–3              |
| 2005 | Marion Bartoli Anna-Lena Grönefeld      | Marta Domachowska Silvija Talaja        | 6–3, 6–2              |
| 2006 | Li Ting (2) Sun Tiantian (2)            | Yan Zi Zheng Jie                        | 3–6, 6–1, 7–6(7–5)    |
| 2007 | Nicole Pratt Mara Santangelo            | Chan Yung-jan Chuang Chia-jung          | 6–4, 7–6(7–4)         |
| 2008 | Chan Yung-jan Chuang Chia-jung          | Hsieh Su-wei Vania King                 | 6–4, 6–3              |
| 2009 | Yaroslava Shvedova Tamarine Tanasugarn  | Yulia Beygelzimer Vitalia Diatchenko    | 6–3, 6–2              |
| 2010 | Marina Erakovic Tamarine Tanasugarn (2) | Anna Chakvetadze Ksenia Pervak          | 7–5, 6–1              |
| 2011 | Sara Errani Roberta Vinci               | Sun Shengnan Zheng Jie                  | 3–6, 6–3, [10–5]      |
| 2012 | Sania Mirza Anastasia Rodionova         | Chan Hao-ching Chan Yung-jan            | 3–6, 6–1, [10–8]      |
| 2013 | Kimiko Date-Krumm Casey Dellacqua       | Akgul Amanmuradova Alexandra Panova     | 6–3, 6–2              |
| 2014 | Peng Shuai Zhang Shuai                  | Alla Kudryavtseva Anastasia Rodionova   | 3–6, 7–6(7–5), [10–6] |
| 2015 | Chan Hao-ching Chan Yung-jan (2)        | Shuko Aoyama Tamarine Tanasugarn        | 2–6, 6–4, [10–3]      |